# آزمایشگاه میدانی سنتا سوزانا

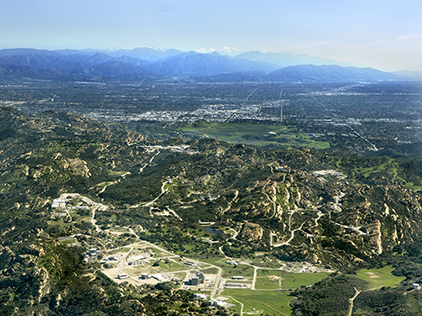
نمایی هوایی از آزمایشگاه میدانی سنتا سوزانا.

آزمایشگاه میدانی سنتا سوزانا (به انگلیسی: Santa Susana Field Laboratory) یک مرکز ناسا واقع‌شده در کالیفرنیا، ایالات متحده آمریکا است. این مرکز ناسا به‌منظور آزمایش و توسعهٔ استفاده از سوخت مایع در موتور موشک ایجادشد.